# Chiesa della Pietà (Venezia)
La chiesa della Pietà (per esteso di Santa Maria della Pietà) o di Santa Maria della Visitazione è un luogo di culto cattolico della città di Venezia, situato nel sestiere di  Castello.

## Storia
La chiesa attuale è stata costruita fra il 1745 e il 1760, su progetto di Giorgio Massari (1687-1766). La facciata, però, rimase incompiuta fino all'inizio del XX secolo: fu, infatti, solo nel 1906 che si procedette ai lavori di completamento secondo i disegni del progetto originale, con l'unica variante dell'ornamento superiore (una croce in marmo al centro della sommità, invece di tre statue, una al centro e due ai lati).
L'edificio antecedente, andato distrutto a causa del deterioramento dovuto al tempo, sorgeva sul lato destro rispetto alla chiesa attuale.
La chiesa è così denominata perché è ubicata accanto all'antico orfanotrofio, situato in calle della Pietà, dove nel corso del XVIII secolo prestò la sua opera Antonio Vivaldi.
Sull'esterno della chiesa è affissa una lapide del 1548, in cui si minacciano maledizioni e scomuniche, comminate da Dio stesso, contro coloro che abbandonavano i propri figli nel vicino orfanotrofio della Pietà, se avevano i mezzi per mantenerli.
Tra il 2014 e il novembre 2021, la facciata della chiesa è stata sottoposta ad importanti lavori di restauro e consolidamento.

## Descrizione

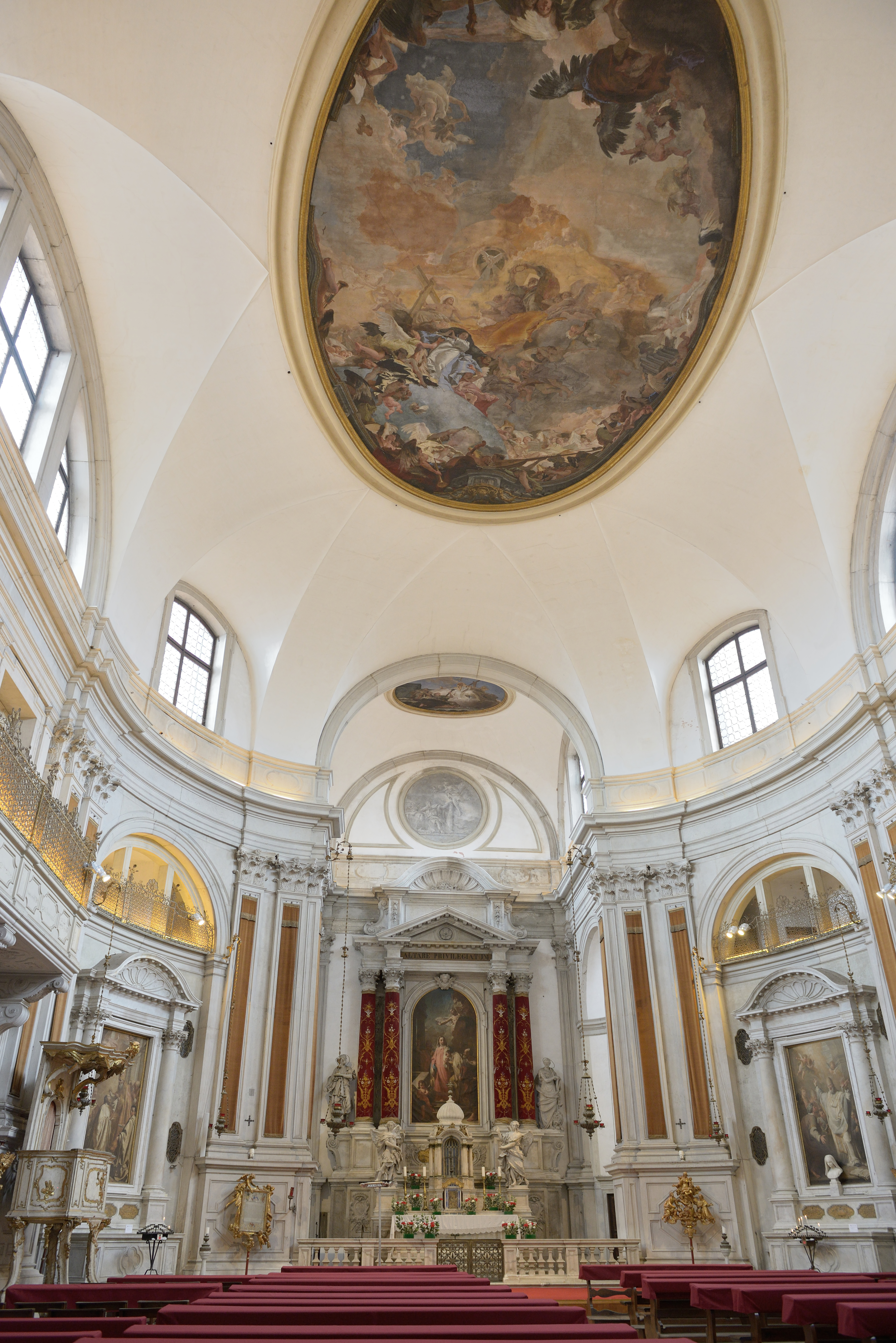
L'interno della chiesa

L'interno è a pianta ovoidale, caratterizzato da due cori con grate in ferro battuto, che si sviluppano lungo le pareti laterali. Il soffitto dell'entrata principale ospita un affresco di Giambattista Tiepolo, La Fortezza e la Pace.
Sul lato destro, nel primo altare, si trova la pala Vergine col Putto e Quattro Santi, realizzato da Francesco Daggiù, appartenente alla scuola di Giovanni Battista Piazzetta. Sempre della scuola del Piazzetta è anche la pala del secondo altare, San Spiridione fa scaturire l'acqua da una fiamma, di Domenico Maggiotto.
L'altare della cappella maggiore, in marmo, è di epoca settecentesca ed è caratterizzato da un ricco tabernacolo barocco, contornato da figure in bronzo dorato, realizzate da Giovanni Maria Morlaiter (Gli Arcangeli Gabriele e Michele), Antonio Gai (San Marco) e Giovanni Marchiori (San Pietro). La pala dell'altare raffigura La Visitazione; l'opera fu iniziata da Giovanni Battista Piazzetta, che però morì prima di portarla a termine, e venne quindi completata da Giuseppe Angeli, suo allievo. Sul soffitto è presente un altro affresco di Giambattista Tiepolo, Le Virtù Teologali, realizzato tra il 1754 e il 1755.
Sul lato sinistro, il primo altare ospita un altro dipinto di Giuseppe Angeli, San Pietro Orseolo riceve l'abito da San Romualdo, mentre sul secondo altare si trova un Cristo in Croce e Tre Santi di Antonio Marinetti.
Sopra la porta d'ingresso del coro è presente una tela del Moretto, Cena in casa di Simone il fariseo, del 1544, che originariamente si trovava nel convento di San Fermo e Rustico di Monselice. Il soffitto del coro è decorato da un altro affresco del Tiepolo, il Trionfo della Fede.

## Galleria d'immagini

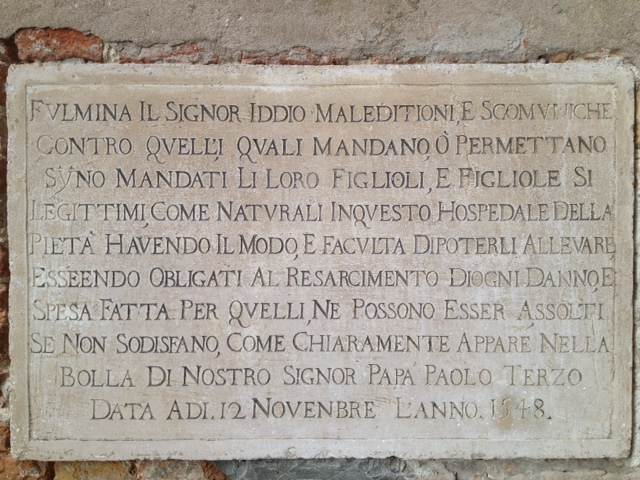
Lapide del 1548 sul fianco esterno della chiesa.
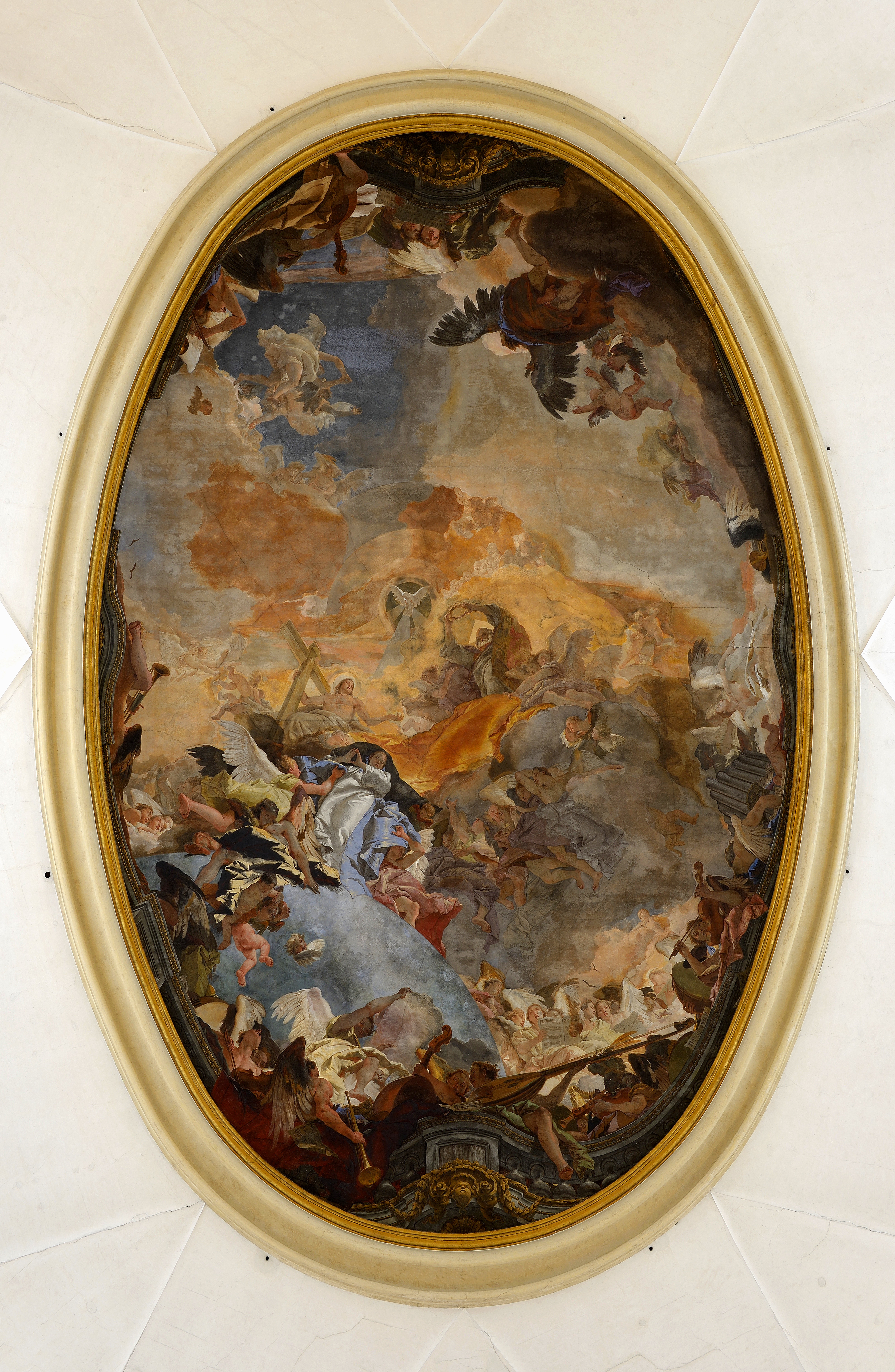
Affresco della volta di Giovanni Battista Tiepolo
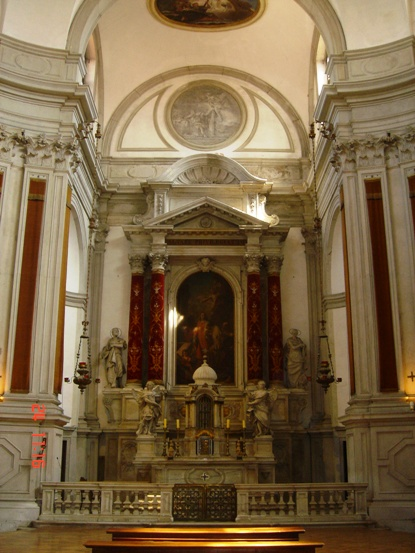
Il presbiterio
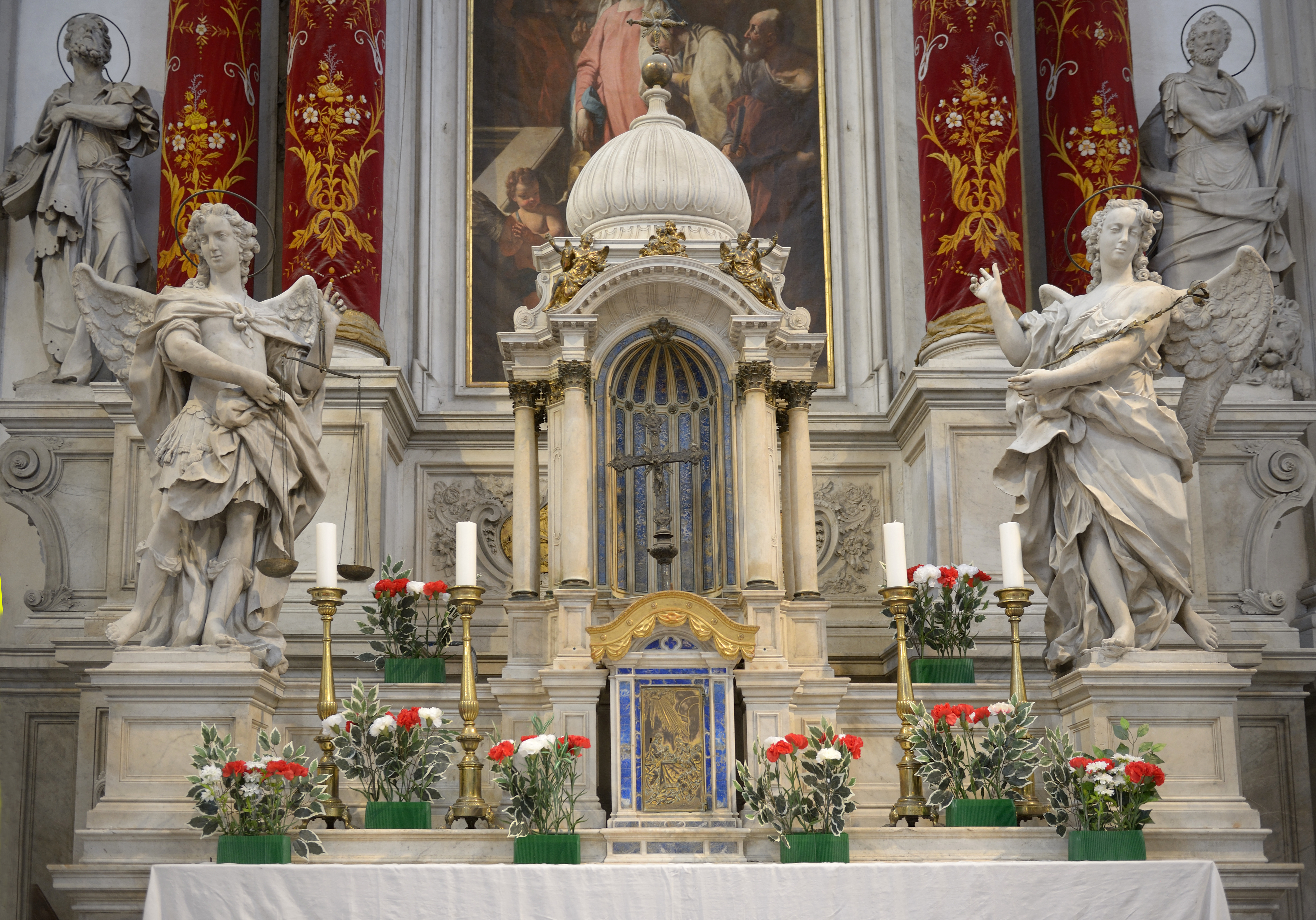
L'altar maggiore con angeli scolpiti da Giovanni Maria Morlaiter
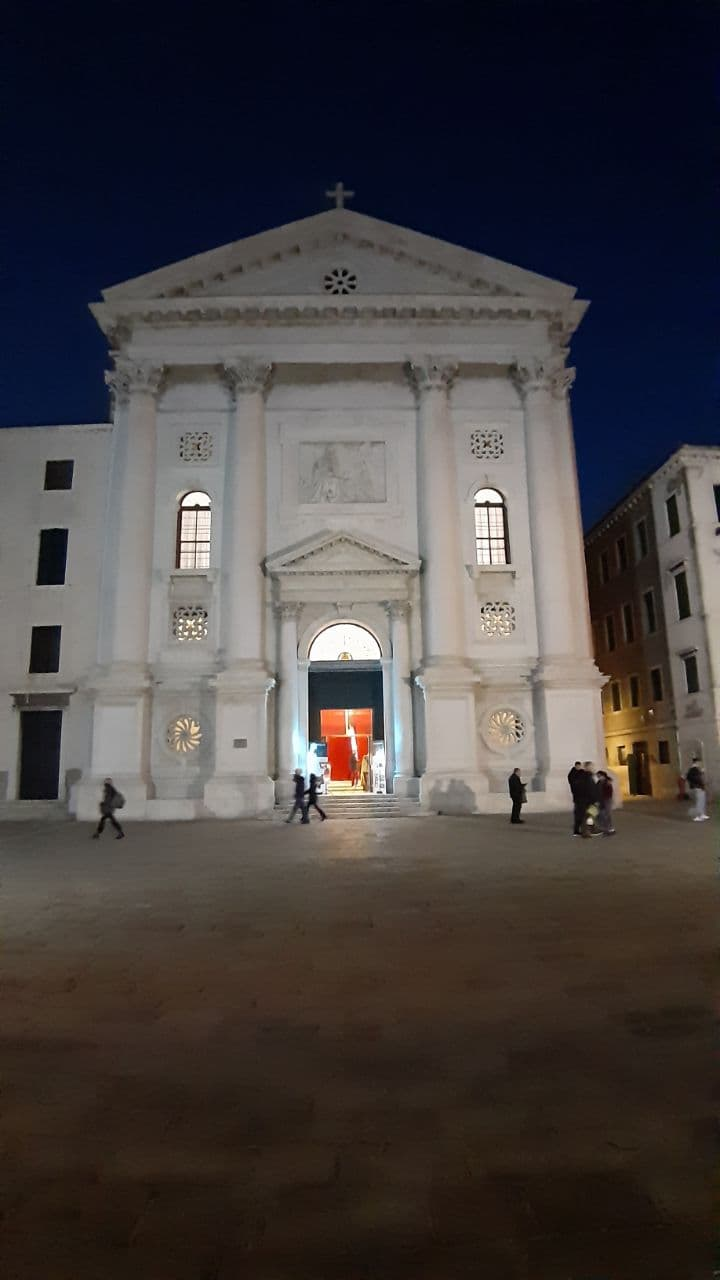
La facciata della chiesa a novembre 2021, a seguito dei lavori di restauro
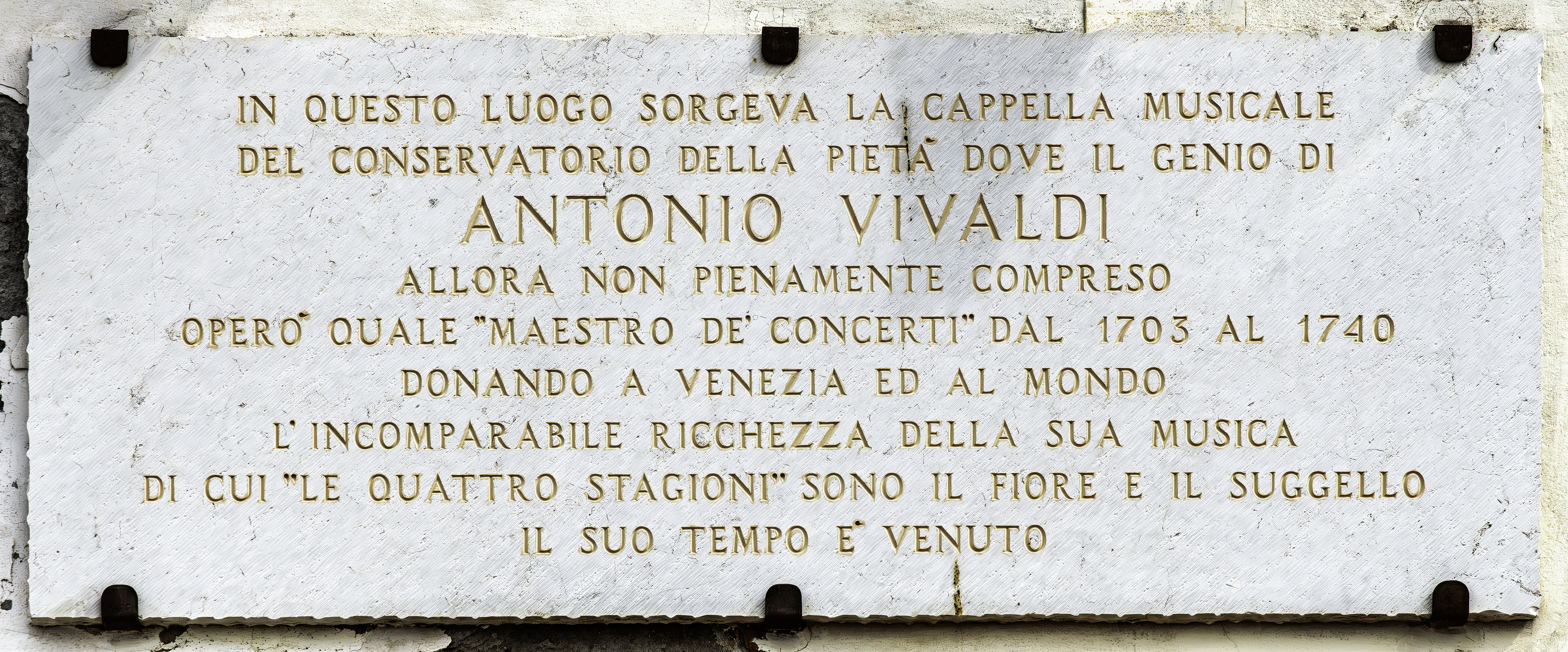
Targa dedicata all'opera di Antonio Vivaldi